# Coppa Agostoni 1946
La Coppa Agostoni 1946, prima storica edizione della corsa, si svolse il 21 ottobre 1946 su un percorso di 175 km. La vittoria fu appannaggio dell'italiano Luigi Casola, che completò il percorso in 5h04'53", precedendo i connazionali Antonio Covolo e Salvatore Crippa.

## Ordine d'arrivo (Top 10)
| Pos. | Corridore          | Squadra      | Tempo    |
| ---- | ------------------ | ------------ | -------- |
| 1    | Luigi Casola       | Bianchi      | 5h04'53" |
| 2    | Antonio Covolo     | Benotto      | s.t.     |
| 3    | Salvatore Crippa   | Olmo         | s.t.     |
| 4    | Italo De Zan       | Olmo         | s.t.     |
| 5    | Michele Motta      | Welter       | s.t.     |
| 6    | Luigi Malabrocca   | Welter       | a 2'00"  |
| 7    | Tino Ausenda       | Welter       | s.t.     |
| 8    | Remo Sala          | U.S. Negrini | s.t.     |
| 9    | Pietro Ferrari     | V.C. Bustese | s.t.     |
| 10   | Gianguido Consonni | -            | s.t.     |